# François Bonivard
François Bonivard (nebo také Bonnivard) (1493, Seysell – 1570, Ženeva), byl švýcarský duchovní, historik, politik a ženevský patriot, hrdina poemy anglického básníka lorda Byrona Vězeň chillonský z roku 1816.. Byl přívržencem protestantské reformace a podle většiny zpráv byl navzdory svému povolání libertin.

## Život

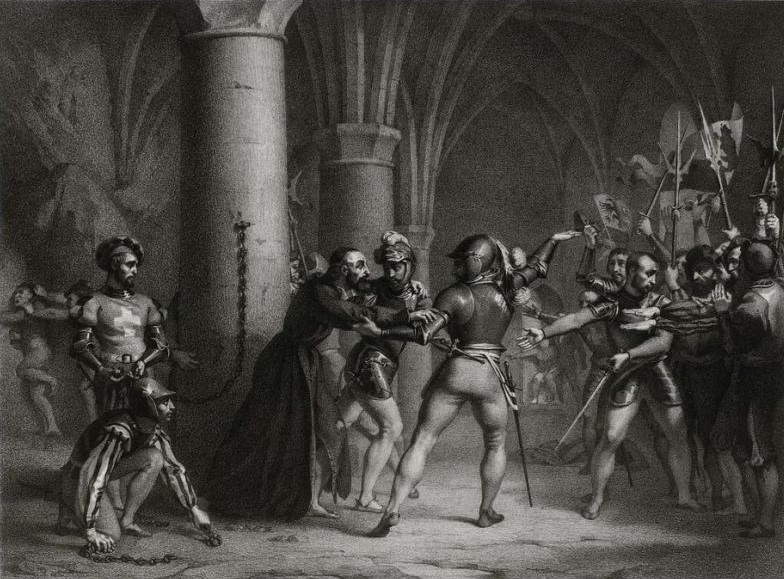
Osvobození Bonivarda z kobky hradu Chillon, obraz Francka-Edouarda Lossiera z roku 1898

Pocházel z významné savojské šlechtické rodiny. Získal církevní vzdělání pod dohledem svého strýce Jeana-Aimého de Bonivard, který byl převorem kláštera sv. Viktora umístěného u hradeb Ženevy. Studoval také právo na Turínské univerzitě a po smrti svého strýce roku 1510 se stal jeho nástupcem ve funkci převora.
Ve sporu ženevských vlastenců se savojským vévodou Karlem III., který se pokoušel oblast obsadit, se postavil na stranu Ženevy. Vévoda mu zkonfiskoval majetek a chtěl se také zmocnit majetku převorství. V letech 1519 až 1521 jej věznil na hradě Grolée a připravil jej o převorství. Bonivardův protisavojský postoj vyvrcholil roku 1528, kdy se s podporou ženevských chopil zbraně proti těm, kteří se zmocnili jeho církevních příjmů. Roku 1530 byl vévodou zajat a opět uvězněn, tentokrát na hradě Chillon (toto uvěznění je námětem Byronovy poemy, která se však zadně liší od skutečnosti). Po dvou letech slušného zacházení byl roku 1532 po návštěvě vévody v Chillonu uvězněn ve sklepení hradu pod úrovní Ženevského jezera. Z kobky ho roku 1536 osvobodili vojáci z Bernu, když se jim podařilo na vévodovi dobýt Vaud.
Během jeho zajetí Ženeva přijala reformaci a vyhlásila nezávislou republiku. Bonivardovo převorství bylo roku 1534 zničeno a majetek převeden na Ženevu. Sám Bonivard se po osvobození stal protestantem, ženevským občanem, získal penzi a roku 1537 se stal členem ve volené Radě dvou set. Do roku 1538 vedl spor se Ženevou o navrácení rent ze svého převorství. Následně Žil v Bernu a v Lausanne a roku 1544 se natrvalo vrátil do Ženevy.
V roce 1542 byl Bonivard pověřen sepsáním dějin Ženevy s cílem dokázat, že savojský vévoda nikdy neměl nárok na vládu nad městem. Své Chroniques de Genève (Letopisy Ženevy) dovedl na základě historických materiálů nejprve do roku 1530 a později až do roku 1563. Jde o dílo nepochybné historické hodnoty, navzdory příliš častému pamfletistickému tónu. V roce 1551 byla jeho kronika předána Kalvínovi k revizi, který se o ní vyjádřil, že postrádá vážnost a rovnováhu. Vydána byla až roku 1831..
Bonivard byl čtyřikrát ženatý. Říká se, že byl kvůli svému extravagantnímu životnímu stylu neustále zadlužený a že svými večírky vyvolával skandály. Jeho poslední manželka byla dokonce zatčena pro nemravnost a byla popravena utopením v řece Rhôně.
V roce 1551 daroval veřejnosti svou velkou knihovnu a ve své závěti odkázal vše městu. Jeho přesné datum smrti není známo kvůli mezeře v záznamech o úmrtí v Ženevě.

## Výběrová bibliografie
- Chroniques de Genève (Letopisy Ženevy), psáno v letech 1542–1551, vydáno až 1831.
- De l'ancienne et nouvelle police de Genève (1556 Stará a nová vláda Ženevy).
- De noblesse et de ses office ou degrez et des troiz estatz monarchique aristocratique et démocratique, pojednání o feudálním právu.
- Advis et devis de la source de l'idolatrie et tyrannie papale, těžká obžaloba současných papežů.
- De Advis et devis des lengues, pojednání o lingvistických problémech.
- Advis et devis des difformes réformateurs, kritika anglikánů, luteránů a všech dalších protestantských proudů kromě kalvinismu.
- Amartigénée, pojednání o původu hříchu.